# Lutetiospongilla heili
Lutetiospongilla heili är en svampdjursart som beskrevs av Ritcher och Wuttke 1999. Lutetiospongilla heili ingår i släktet Lutetiospongilla och familjen Spongillidae. Inga underarter finns listade i Catalogue of Life.